# 5차원
5차원(五次元, 영어: five dimension)은 공간의 차원이 5인 것을 가리킨다. 5개 차원에서 표현되는 공간을 5차원 공간(五次元空間, five-dimensional space)이라고 부른다. 수학에서의 5차원과 물리학에서의 5차원의 느낌은 사뭇 다르다.

## 성질
- 5차원 공간에서의 점의 좌표는 5개의 값을 가지는 위치 벡터에 의해 표현될 수 있다.
- 5차 이상의 방정식은 계수를 이용한 다항식의 근을 정할 수 없는 것으로 알려져 있다.
- 5차원 벡터의 절대값은 피타고라스의 정리에 의해 {\displaystyle {\sqrt {v^{2}+w^{2}+x^{2}+y^{2}+z^{2}}}}로 구할 수 있다.

## 5차원 다포체
투영에는 4차원까지의 모양과는 약간 다른 방법을 사용한다.

### 초구
k차원상에서 반지름이 r인 초구의 부피는
k가 짝수일 때 {\displaystyle V={\frac {\pi ^{\frac {k}{2}}r^{k}}{{\frac {k}{2}}!}}}
k가 홀수일 때 {\displaystyle V={\frac {\pi ^{\frac {k-1}{2}}m!2^{k+1}r^{k}}{(k+1)!}}} (단, {\displaystyle m={\frac {k+1}{2}}})
와 같이 구할 수 있다.

## 5차원 기하학

### 폴리토프
| A5             | B5             | B5           | D5             |
| -------------- | -------------- | ------------ | -------------- |
| · 5-심플렉스 · | · 5-정사면체 · | · 5-정축체 · | · 5-데미큐브 · |

## 같이 보기
- 차원